# François Adam
François Adam (Saint-Georges-sur-Meuse, 24 september 1911 - Amay, 4 mei 2002) was een Belgisch wielrenner. Hij was beroepswielrenner van 1932 tot 1945.

## Belangrijkste overwinningen
1932
- Brussel-Jupille
- Brussel-Verviers

1935
- Parijs-Strasbourg
- 6e en 12e etappe Ronde van Spanje
- 3e etappe Ronde van het Noorden
- 8e etappe Omloop van het Westen

1936
- 1e etappe Parijs-St. Jean d'Angely
- Eindklassement Parijs-St. Jean d'Angely
- Criterium van Luxemburg

1937
- Brussel-Verviers
- Parijs-Sedan
- 14e etappe Parijs-St. Jean d'Angely

1939
- 8e etappe Ronde van Marokko

## Resultaten in voornaamste wedstrijden
| Jaar | Ronde van Italië | Ronde van Frankrijk | Ronde van Spanje |
| ---- | ---------------- | ------------------- | ---------------- |
| 1931 | 56e              |                     |                  |
| 1932 |                  |                     |                  |
| 1933 |                  |                     |                  |
| 1934 |                  |                     |                  |
| 1935 |                  |                     | 15e (2)          |
| 1936 |                  |                     |                  |
| 1937 |                  |                     |                  |
| 1938 |                  |                     |                  |
| 1939 |                  |                     |                  |
| 1943 |                  |                     |                  |

| Jaar | Ronde van Vlaanderen | Luik-Bast.‑Luik | Waalse Pijl |
| ---- | -------------------- | --------------- | ----------- |
| 1933 | 28e                  | 7e              |             |
| 1934 |                      | 5e              |             |
| 1935 |                      |                 |             |
| 1936 |                      | 41e             |             |
| 1937 |                      |                 | 18e         |
| 1938 |                      | 18e             |             |
| 1939 |                      | 14e             |             |
| 1943 |                      | 23e             | 26e         |

## Ploegen
- 1933-Armor-Dunlop
- 1934-Alcyon-Dunlop
- 1935-Alcyon-Dunlop
- 1936-Helyett
- 1937-Helyett-Splendor
- 1938-Bayliss
- 1938-Helyett-Hutchinson
- 1939-Helyett-Hutchinson
- 1940-Helyett-Hutchinson
- 1941-Helyett-Hutchinson
- 1942-Helyett-Hutchinson
- 1943-Helyett-Hutchinson